# Gai
|  | Per a altres significats, vegeu «Gai (desambiguació)». |

Gai és el terme emprat per fer referència a l'homosexualitat sobretot masculina, és a dir, s'utilitza per fer referir-se a un home homosexual que sent atracció sexual, física, emocional o sentimental únicament cap als homes.
La principal diferència entre els termes homosexual i gai és que el segon, com que és originalment un sinònim de 'alegre', 'divertit', 'xiroi' -tant en català com en anglès- és un mot positiu, que fou escollit originàriament per la comunitat gai de San Francisco per referir-se a si mateixos; en canvi homosexual és un neologisme, encunyat al segle xix, que originàriament tenia connotacions negatives que feien pensar en una patologia, malaltia o tara. Tot i que als països anglòfons gay es pot aplicar també a les lesbianes, en català 'gai' es refereix quasi exclusivament al gènere masculí. Per aquest motiu, quan hom es vol referir al conjunt dels homosexuals, tant masculins com femenines, s'acostuma a emprar l'expressió «gais i lesbianes».
Durant un temps, el terme gai s'ha utilitzat com a sinònim de qualsevol cosa relacionada amb els homes homosexuals. Per exemple, el terme bar gai encara es refereix a un bar que s'atén principalment a una clientela masculina homosexual o que forma part de la cultura dels homes gai. A finals del segle xx, però, els grups LGBTIQ+ i les guies d'estil van recomanar la paraula gai per descriure totes les persones atretes exclusivament pels membres del mateix sexe.
A Catalunya, la història de l'homosexualitat ha estat estudiada, entre d'altres, per Albert Torras i Corbella, a Gais i lesbianes de la història de Catalunya (Ed. Llibres de L'Índex).

## Etimologia
El terme gai és un préstec d'origen occità i no de l'idioma anglès, com es creu popularment. El terme prové del llatí Gaudium (gaudi, plaer) que evolucionaria a l'occità provençal gai (escrit igual en català) que significa alegre o murri. Amb aquest sentit l'utilitza el poeta Antonio Machado al poema «Retrat» que va publicar el 1906 al diari El Liberal i que després va aparèixer al seu llibre Campos de Castilla, on parla del «gay trinar» per indicar que ell no era un ocell que canta alegrement.
Aquest terme va ser inclòs a la vint-i-dosena edició del Diccionari de la Reial Acadèmia Espanyola (DRAE), edició de 2001.
A l'Anglaterra victoriana, el terme gai s'aplicava als homes que exercien la prostitució homosexual, per la manera alegre en què vivien i la manera com es vestien. Finalment, el terme gai boy (literalment "noi alegre" o "prostitut") es va convertir en sinònim d'homosexual en la parla anglesa.
Al cinema, la primera pel·lícula que va usar aquest terme, va ser la pel·lícula Bringing Up Baby de 1938, amb Cary Grant.

## Història
Alguns estudiosos argumenten que els termes homosexual i gai són problemàtics quan s'apliquen als homes a les cultures antigues, ja que, per exemple, ni els grecs ni els romans posseïen cap paraula que cobrís el mateix rang semàntic que el concepte modern d'homosexualitat. A més, hi havia diverses pràctiques sexuals que varien en acceptació segons el temps i el lloc. Altres estudiosos argumenten que hi ha similituds significatives entre els homes homosexuals antics i moderns.
A les cultures influenciades per les religions abrahàmiques, la llei i l'església van establir la sodomia com una transgressió contra la llei divina o un crim contra la natura. La condemna del sexe anal entre homes, però, és anterior a la creença cristiana. Moltes figures històriques, com Sòcrates, Lord Byron o Eduard II van aplicar termes com gai o bisexual.

### Àfrica

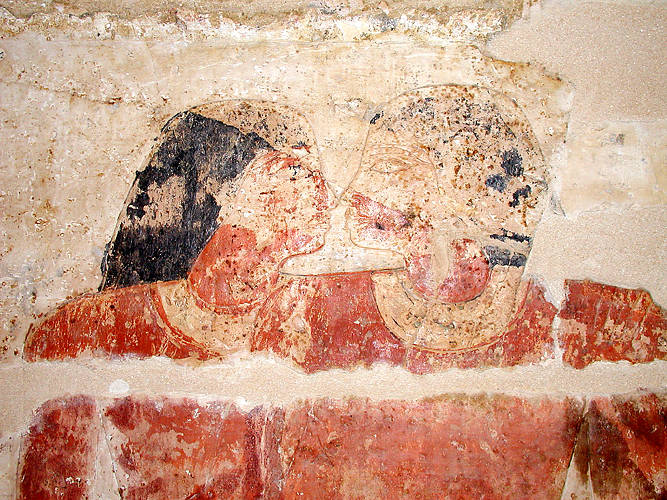
Khnumhotep i Niankhkhnum.

El primer registre d'una possible parella masculina homosexual a la història es considera comunament Khnumhotep i Niankhkhnum, una parella de l'Antic Egípte, que va viure al voltant del 2400aC. La parella està retratada en una posició de petons al nas, la posada més íntima de l'art egipci, envoltada del que semblen ser els seus hereus. El pergamí d'Ashmolean Parchment AN 1981.940 del segle VI o VII proporciona l'únic exemple en llenguatge copte d'un encanteri d'amor entre homes.
Al voltant de 1240, l'escriptor copte egipci cristià Abul Fada'il Ibn al-'Assal va compilar un codi legal conegut com Fetha Nagast, escrit en llengua gueez, on es referia a les antigues lleis de l'Imperi Romà d'Orient enmarcades en dues parts: la jerarquia de l'Església i les lleis de família.
El 1960, quan el govern va promulgar el codi civil d'Etiòpia, va citar el Fetha Nagast com a inspiració per a la comissió de codificació. Més recentment, la colonització europea d'Àfrica va donar lloc a la introducció de les lleis antisodomia i es considera generalment la raó central per la qual les nacions africanes tenen lleis tan estrictes contra els homes gais avui en dia. Tres països o jurisdiccions han imposat la pena de mort per als homes gai a l'Àfrica: Mauritània i diverses regions de Nigèria i Jubaland (Somàlia).

### Amèrica

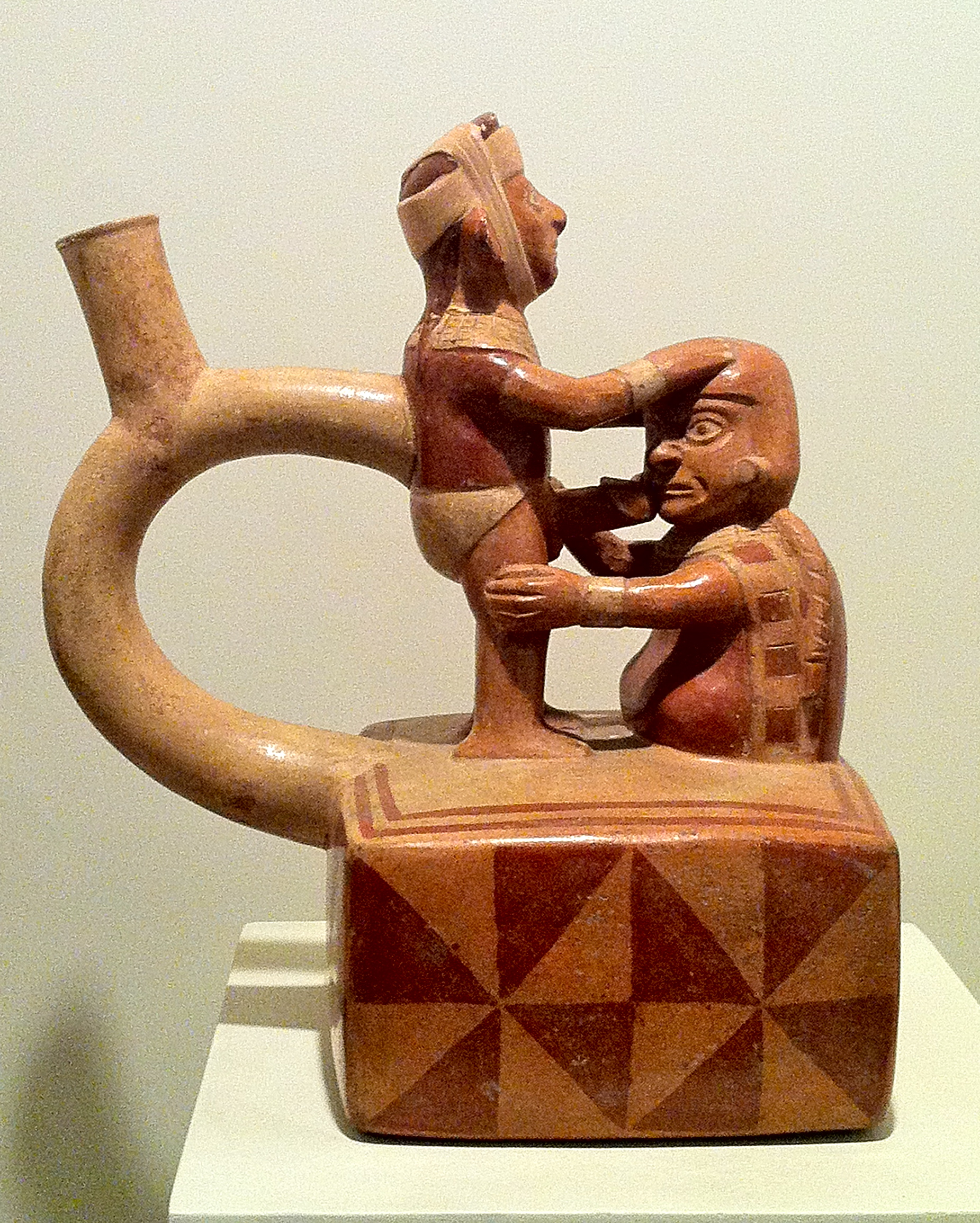
Ceràmica precolombina de dos homes practicant sexe oral.

Com passa amb moltes altres cultures no occidentals, és difícil determinar si s'entenia el mateix significat a l'orientació sexual a les cultures precolombines. S'han trobat proves d'actes sexuals homoeròtics entre homes en moltes civilitzacions anteriors a la conquesta a Amèrica Llatina, com ara els asteques, els maies, els quítxues, els motxes, els zapotecs, els inques i els tupinambà. Els conqueridors espanyols van expressar horror en descobrir la sodomia practicada obertament entre els homes nadius i la van utilitzar com a prova de la seva suposada inferioritat. Els conqueridors utilitzaven la sodomia per representar els habitants nadius com a salvatges i, per tant, justificar la seva conquesta i conversió forçada al cristianisme. Com a resultat de la influència i el poder creixents dels conquistadors, molts líders nadius van començar a condemnar ells mateixos l'homosexualitat. Durant el període posterior a la colonització europea, l'homosexualitat va ser processada per la Inquisició, que de vegades va implicar condemnes a mort per sodomia, i les pràctiques es van convertir en clandestines. Molts gais es van casar heterosexuals per mantenir les aparences i alguns van recórrer al clergat per escapar de l'escrutini públic.
Durant la Inquisició mexicana, després d'una sèrie de denúncies, les autoritats van arrestar 123 homes el 1658 sota sospita d'homosexualitat. Tot i que molts es van escapar, el Reial Tribunal Penal va condemnar a mort per crema pública catorze homes de diferents orígens socials i ètnics, d'acord amb la llei aprovada per Isabel la Catòlica l'any 1497. Les sentències es van executar conjuntament un dia, el 6 de novembre de 1658. Els registres d'aquests judicis i els que es van produir els anys 1660, 1673 i 1687 suggereixen que a Ciutat de Mèxic, com moltes altres grans ciutats de l'època, tenia un societats gais clandestines actives.

### Àsia oriental

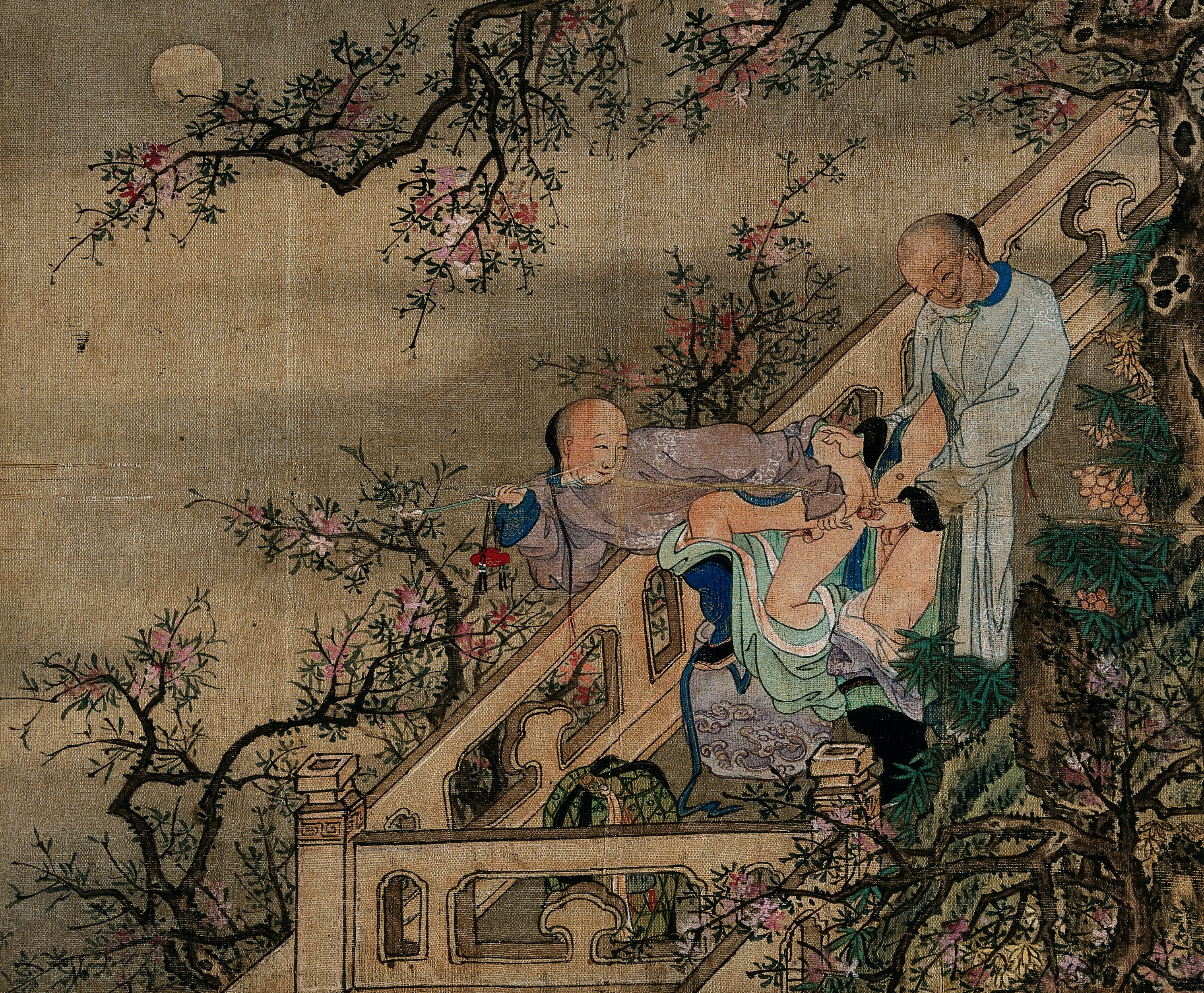
Dos joves practicant sexe. Quadre datada durant l'època de la dinastia Qing a la Xina.

A l'Àsia oriental, les relacions entre homes s'han demostrat des de la història més antiga registrada. L'homosexualitat a la Xina, coneguda com les passions del préssec tallat i diversos altres eufemismes, s'ha registrat des del 600 aC, aproximadament. L'homosexualitat masculina era esmentada en moltes obres famoses de la literatura xinesa. Els casos d'afecte i interaccions sexuals entre persones del mateix sexe descrits a la novel·la clàssica El somni de la cambra vermella semblen tan familiars als observadors del present com les històries equivalents de romanços entre persones heterosexuals durant el mateix període. El confucianisme, essent principalment una filosofia social i política, es va centrar poc en la sexualitat, ja fos homosexual o heterosexual. La literatura de la dinastia Ming, com Bian Er Chai (en xinès 弁而钗), retrata les relacions homosexuals entre homes com a més agradables i més «harmòniques» que les relacions heterosexuals. Els escrit sde Wang Shunu, dinastia Liu Song, afirmaven que l'homosexualitat era tan comú com l'heterosexualitat a la Xina de finals del segle iii. L'oposició a l'homosexualitat masculina a la Xina s'origina a la dinastia Tang medieval (618–907), atribuïda a la creixent influència dels valors cristians i islàmics, però no es va establir del tot fins als esforços d'occidentalització de la tarda dinastia Qing i la República de la Xina.

### Europa

#### Període clàssic

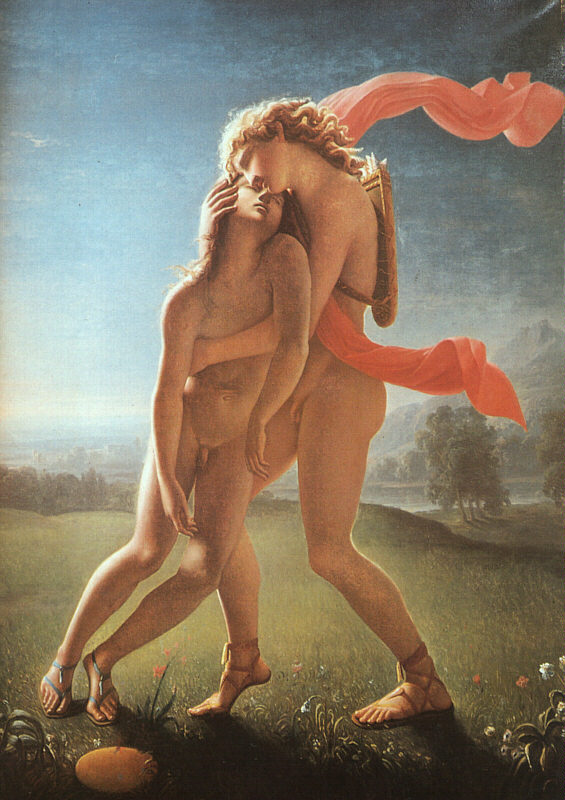
La mort de Jacint, Jacint (esquerra) sobre el seu amant Apol·lo (dreta).

Els primers documents occidentals (en forma d'obres literàries, objectes d'art i materials mitogràfics) relatius a les relacions entre homes es deriven de l'antiga Grècia. Aquestes relacions estaven limitades entre homes "normals" i els seus joves amants masculins. Les relacions entre homes adults, però, encara eren considerades tabú a la cultura grega antiga. La gran importància de conrear la masculinitat de l'home adult i l'efecte feminitzador percebut de ser la parella passiva, les relacions entre homes adults d'estatus social comparable es consideraven altament problemàtiques i normalment associades a l'estigma social.
Aquest estigma, però, estava reservat només a la parella passiva de la relació. Segons l'opinió contemporània, els homes grecs que van adoptar un paper sexual passiu després d'arribar a l'edat adulta, moment en el qual s'esperava que prenguessin el paper invers en les relacions pederàstiques i esdevinguessin el membre actiu i dominant, es van feminitzar. Hi ha nombroses evidències al teatre d'Aristòfanes on es ridiculen aquests homes i donen una visió vergonyosa per la seva societat.
Alguns estudiosos argumenten que hi ha exemples d'amor homosexual masculí en la literatura antiga, com Aquil·les i Pàtrocle a la Ilíada. A l'antiga Roma, els cossos dels homes joves continuaven sent un focus d'atenció sexual masculina, però les relacions eren entre homes lliures grans i esclaus o joves alliberats. L'emperador romà Adrià és conegut per la seva relació amb Antinoo, però l'emperador cristià Teodosi I va decretar una llei el 6 d'agost de 390, condemnant els homes passius a ser cremats a la foguera.

#### Renaixement
Durant el Renaixement, les ciutats riques del nord d'Itàlia, Florència i Venècia, en particular, eren conegudes per la seva pràctica generalitzada de l'homosexualitat, implicada per una part considerable de la població masculina i construïda segons el patró clàssic de Grècia i Roma. Tot i això, les autoritats, sota l'ègida del Tribunal d'Oficials de la Nit, processaven, multaven i empresonaven una bona part d'aquesta població.
Des de la segona meitat del segle xiii, la mort va ser el càstig més comú a que es condemnava als homes homosexuals a la major part d'Europa. Les relacions de figures socialment destacades, com el rei Jaume I i el duc de Buckingham, van servir per posar de relleu el problema.

### Orient Mitjà

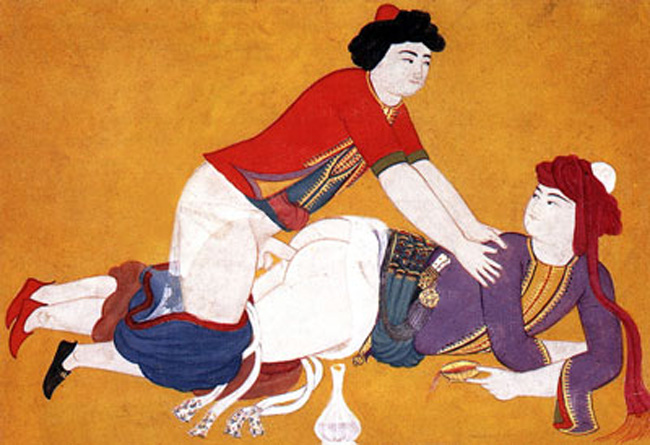
Una il·lustració del llibre Sawaqub al-Manaquib del que representa el sexe entre dos homes gais joves.

A l'antic Sumer, un conjunt de sacerdots anomenats Gala que treballaven als temples de la deessa Inanna, es dedicaven a realitzar elegies i lamentacions. Gala prenia noms femenins, parlava en el dialecte eme-sal, que tradicionalment es reservava per a dones, i sembla haver tingut relacions homosexuals. El signe sumeri de gala era una lligadura dels signes de "penis" i "anus". Un proverbi sumeri diu: "Quan la gala es va eixugar el cul [va dir]: 'No he de despertar allò que pertany a la meva amant [és a dir, Inanna]'".
En les cultures mesopotàmiques posteriors, kurgarrū i assinnu eren homes servents de la deessa Ixtar, que es vestien amb roba femenina i interpretaven danses de guerra als temples d'Ixtar. Diversos proverbis accadis semblen suggerir que també poden haver tingut relacions homosexuals.
A l'antiga Assíria, l'homosexualitat masculina era present i comuna, sense ser prohibida, condemnada o considerada immoral. Alguns textos religiosos contenen oracions per obtenir benediccions divines sobre les relacions homosexuals. L'Almanac dels Encanteris contenia oracions afavorint la igualtat de condicions d'amor d'un home i una dona, d'una dona i un home i d'un home i un altre home.

## Identitat i gènere a la cultura occidental

Bandera per a homes homosexuals.

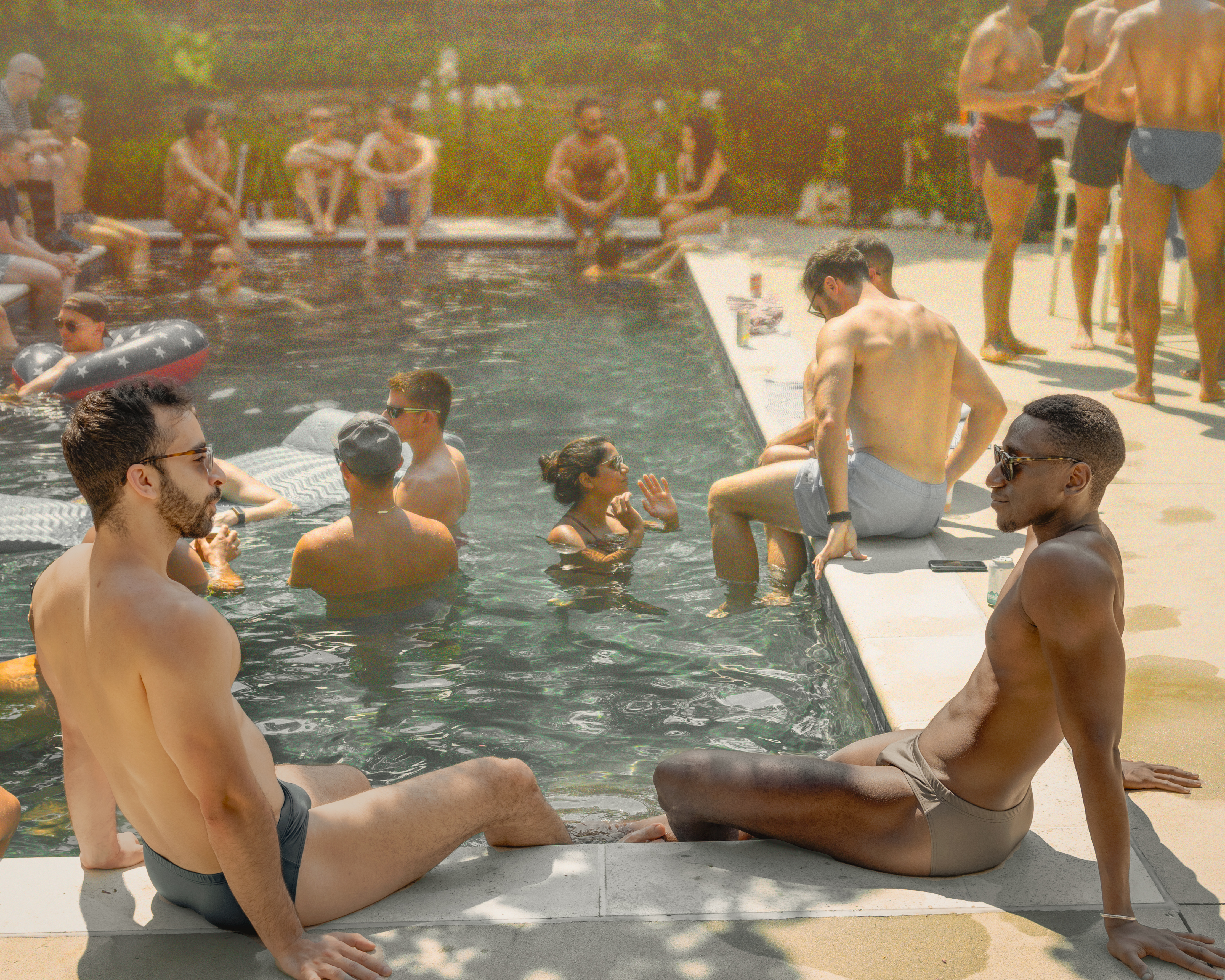
Festa d'homes gais amb algunes amigues a Washington, DC, EUA

L'ús del terme gai per a referir-se als homes homosexuals es va utilitzar per primera vegada com una extensió de la seva aplicació a la prostitució: un noi gai era un home jove o adolescent que servia clients masculins. L'aplicació a l'homosexualitat també va ser una extensió de la connotació sexualitzada de la paraula "desinhibit", que implicava una voluntat de no tenir en compte els costums sexuals convencionals. L'any 1889, el prostitut John Saul va declarar: "De tant en tant faig feines ocasionals per a diferents persones gais".
Quina fera de nena! (1938) va ser la primera pel·lícula que va utilitzar la paraula gai en referència a l'homosexualitat. En una escena en què la roba del personatge de Cary Grant s'havia enviat a netejar, el personatge es veu obligat a portar una túnica de ploma de dona. Quan un altre personatge li pregunta sobre la seva túnica, respon: "Perquè m'he tornat gai de sobte!" Com que es tracta d'una pel·lícula contemporània, s'ha d'entendre que l'ús de "gai" es referix al travestisme (i, per extensió, a l'homosexualitat), termes majoritàriament desconeguts per a la majoria dels espectadors de cinema".
El 1950, la referència més antiga trobada fins ara per a la paraula gai com a nom autodescrit per als homes homosexuals va ser d'Alfred A. Gross, secretari executiu de la Fundació George W. Henry, que va dir a la revista publicada al juny de 1950: "Encara no he conegut un homosexual feliç. Tenen una manera de descriure's com a gai, però el terme és un nom inadequat. Els que són habituals dels bars freqüentats per altres persones d'aquest tipus, són de la gent més trista que he vist mai".

### Holocaust

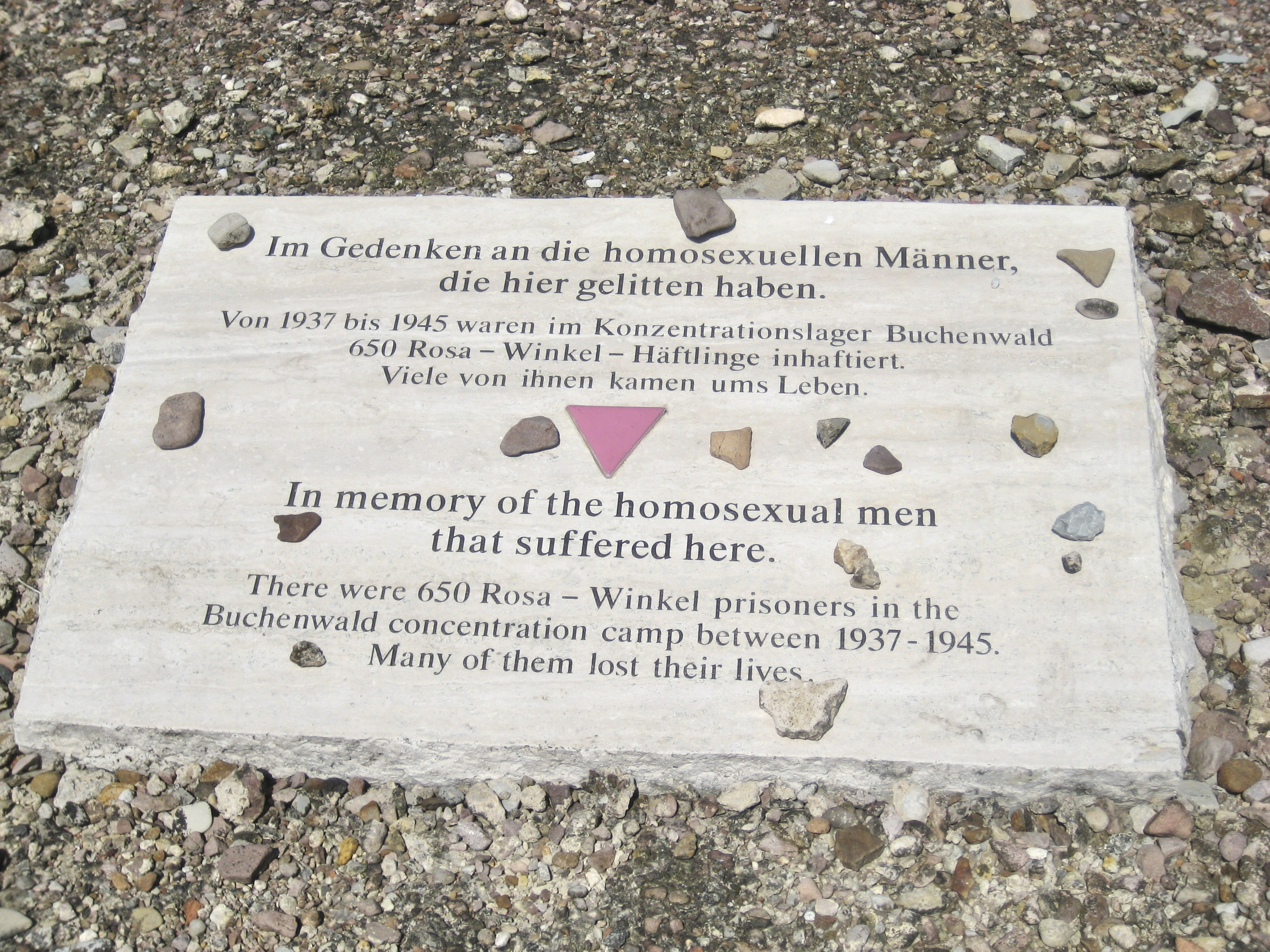
Placa en record dels «triangles roses» al Camp de concentració de Buchenwald entre 1937 i 1945.

Els homes gais van ser una de les principals víctimes de l'Holocaust nazi. El primer pas legal cap a la persecució de l'homosexualitat masculina va ser el paràgraf 175 de 1871, una llei aprovada després de la unificació de l'Imperi alemany: «Un acte sexual no natural comès entre persones de sexe masculí serà castigat amb presó; també es podria imposar la pèrdua dels drets civils». La llei es va interpretar de manera diferent a Alemanya fins al 23 d'abril de 1880, quan el Reichsgericht va dictaminar que els actes homosexuals delictius implicaven sexe anal, oral o intercrural entre dos homes. Els petons i les abraçades es consideraven un joc inofensiu.
Franz Gürtner, ministre de Justícia del Reich, va modificar el paràgraf 175 per abordar les "llacunes" de la llei després de la Nit dels ganivets llargs. La versió de 1935 del paràgraf 175 va declarar les "expressions" d'homosexualitat com a delictes perseguibles. El canvi més important a la llei va ser el canvi de definició de l'homosexualitat masculina de "Un acte sexual no natural comès entre persones de sexe masculí" a "Un home que comet un delicte sexual amb un altre home". Això va ampliar l'abast de la llei per perseguir els homes gais com a grup de persones, en comptes de l'homosexualitat masculina com a acte sexual. Els petons, la masturbació mútua i les cartes d'amor entre homes es van començar a considerar motius legítims perquè la policia fes detencions. La llei mai va definir "delicte sexual", deixant-ho a la interpretació de cadascú.
Entre 1933 i 1945, uns 100.000 homes van ser arrestats acusats de ser homosexuals sota el règim nazi, dels quals uns 50.000 van ser condemnats oficialment. La majoria d'aquests homes van complir temps a la presó, mentre que s'estima que entre 5.000 i 15.000 estaven empresonats als camps de concentració nazis. Rüdiger Lautmann va argumentar que la taxa de mort d'homosexuals als camps de concentració podria haver arribat al 60%. Els homes gais als camps van patir un grau inusual de crueltat per part dels nazis i eren utilitzats regularment com a subjectes per a experiments mèdics mentre els científics intentaven trobar una "cura" per a l'homosexualitat.

## Identitat i gènere fora d'occident

### Àfrica
En 34 països reconeguts de l'Àfrica, l'homosexualitat masculina està explícitament il·legalitzada:
- En un informe de 2015, Human Rights Watch va assenyalar que a Benín i la República Centreafricana, l'homosexualitat masculina no està explícitament il·legalitzada, però ambdues tenen lleis que s'apliquen de manera diferent als homes gais que als homes heterosexuals.[38]
- A Mauritània, al nord de Nigèria, Somalilàndia i Somàlia, l'homosexualitat masculina es castiga amb la mort.[37]
- A Sierra Leone, Tanzània i Uganda, els homes gai reben cadena perpètua si realitzen "actes homosexuals", tot i que la llei no s'aplica regularment a Sierra Leone.
- A Nigèria, la legislació també ha fet il·legal que els familiars, els aliats i els amics d'homes gais expressin obertament el seu suport a l'homosexualitat, i el país és generalment reconegut per les seves actituds "de sang freda" cap als homes gais.[39] La llei nigeriana estableix que qualsevol persona heterosexual "que administri, presenciï, instigui o ajudi" l'activitat homosexual masculina hauria de rebre una condemna de 10 anys de presó.[40]
- A Uganda, organitzacions fonamentalistes cristianes dels Estats Units van finançar la introducció de la legislació Kill the Gays per imposar la pena de mort als homes gais.[41] El projecte de llei va ser declarat inconstitucional pel Tribunal Suprem d'Uganda el 2014, però manté força suport al país i ha estat reconsiderat per a la seva implementació.[42]

De tots els països de l'Àfrica subsahariana, Sud-àfrica té les actituds més liberals cap als homes gai. L'any 2006, Sud-àfrica es va convertir en el cinquè país del món a legalitzar el matrimoni entre persones del mateix sexe, i la Constitució de Sud-àfrica garanteix als gais i lesbianes la plena igualtat de drets i proteccions. Sud-àfrica és l'únic país d'Àfrica on la discriminació LGBT està constitucionalment prohibida; tanmateix, la discriminació social persisteix a les zones rurals del país, on els alts nivells de tradició religiosa continuen alimentant els prejudicis i la violència.

### Carib
A Amèrica (tant del Nord com del Sud), l'homosexualitat masculina és legal a gairebé tots els països. Al Carib, no obstant això, nou països tenen càstigs penals per sodomia: Barbados, Saint Vincent i les Grenadines, Dominica, Saint Kitts i Nevis, Grenada, Santa Lucía, Antigua i Barbuda, Guyana i Jamaica. A Jamaica, les relacions sexuals entre homes es sancionen legalment amb presó, encara que la derogació de la llei està pendent. Com a Singapur, les relacions sexuals entre dones ja són legals, encara que les lesbianes a Jamaica encara experimenten un alt nivell d'estigma social.
A Jamaica hi ha denúncies de violència i tortura policial contra homes gais. El 2013, Amnistia Internacional va informar que "homes gais i dones lesbianes han estat colpejats, tallats, cremats, violats i afusellats a causa de la seva sexualitat... Ens preocupa que aquests informes siguin només la punta de l'iceberg. Molts homes gais i dones [lesbianes] de Jamaica tenen massa por d'anar a les autoritats i buscar ajuda". Com a resultat d'aquesta violència, centenars d'homes gais a Jamaica van intentar emigrar a països amb millors condicions de drets humans per a les comunitats homosexuals. Una enquesta de 2016 de J-Flag va mostrar que el 88% dels enquestats desaproven l'homosexualitat, tot i que des del 2018, les actituds discriminatòries han disminuït lleugerament.
Al Carib, com en altres països en desenvolupament d'arreu del món, l'homosexualitat s'associa sovint amb l'occidentalització i, com a resultat, es creu que l'homofòbia és una eina anticolonial. Wayne Marshall va escriure que es creu que els homes gai són "productes decadents d'Occident" i "per tant, cal resistir-se al costat d'altres formes de colonització, culturals o polítiques".

### Europa de l'est
A l'Est d'Europa, durant l'última dècada, hi ha hagut una erosió constant dels drets dels homosexuals. A la República de Txetxènia, per exemple, els homes gai han estat sotmesos a desaparicions forçades (segrestos, empresonament, tortura) i assassinats extrajudicials per part de les autoritats. Un nombre desconegut d'homes, detinguts per sospita d'homosexualitat o bisexualitat, han mort mentre es trobaven en camps de concentració. Mitjans de comunicació independents i grups de drets humans han informat que homes gais estan sent enviats a camps clandestins a Txetxènia, descrits per un testimoni ocular com a "presó tancada, l'existència de la qual ningú sap oficialment". Alguns homes gais han intentat fugir de la regió, però han estat detinguts per la policia russa i enviats de nou a Txetxènia. Aquests empresonats es mantenen en condicions pèssimes, amb entre 30 i 40 persones detingudes en una habitació (de dos a tres metres de gran), i pocs reben un judici. Els testimonis també afirmen que els presoners són colpejats regularment (amb tubs de polipropilè per sota de la cintura), torturats amb electricitat i escopits a la cara pels guàrdies de la presó. En alguns casos, el procés de tortura ha donat lloc a la mort de la persona torturada.
En altres països de l'Est d'Europa, els drets dels homes gai continuen deteriorant-se. El president polonès, Andrzej Duda, s'ha compromès a prohibir l'ensenyament de temàtiques relacionades amb la identitat de gènere o l'orientació sexual, a prohibir el matrimoni i l'adopció entre persones del mateix sexe i establir "zones lliures de LGBT".

### MENA
Al l'Orient Mitjà i nord d'Àfrica, els homes gais s'enfronten a algunes de les lleis més dures i hostils d'arreu del món. El sexe entre homes està explícitament prohibit en 10 dels 18 països d'Orient Mitjà i es castiga amb la mort en sis d'ells. Els recents girs populistes cap al fonamentalisme islàmic han influït fortament en la violència extrema contra els homes homosexuals. Tot i que el sexe és legals a Bahrain, Xipre, Cisjordània, Turquia, el Líban, Israel, Jordània i l'Iraq, l'homosexualitat masculina és il·legal i es castiga amb la presó a Síria, Oman, Qatar, Kuwait i Egipte. Israel és el més progressista pel que fa als drets LGBTIQ+ i al reconeixement de la convivència no registrada i, encara que el matrimoni entre persones del mateix sexe no és legal, hi ha suport públic per reconèixer i registrar els matrimonis entre persones del mateix sexe realitzats en altres països.
Es castiga amb la mort als Emirats Àrabs Units, l'Aràbia Saudita, l'Iran i Qatar. A la Franja de Gaza i a l'Iemen, el càstig per l'homosexualitat masculina varia entre la mort i la presó en funció de l'acte comès. El 2018, una enquesta transnacional realitzada a la regió pel Pew Research Center va trobar que el 80% de les persones enquestades creien que l'homosexualitat era "moralment inacceptable", encara que altres argumenten que el nombre real de persones que donen suport als drets dels homosexuals no és clar a causa de per por a la reacció i el càstig.

## Salut

### Abusos
Els homes no cisgènere i heterosexuals tenen un major risc de patir abusos físics i sexuals. Entre els nois de totes les orientacions sexuals, aproximadament un de cada sis pateix abusos sexuals abans dels setze anys, tot i que s'estimen molt més casos dels denunciats. S'estima que entre el 96 i el 98% dels autors d'abusos sexuals en general són homes heterosexuals.
Segons un estudi de l a UGT a Mallorca, sobre un 40% de les persones han d'amagar la seva orientació sexual o identitat de gènere en l'entorn laboral per no veure's afectats i un nombre similar de persones han patit violència laboral pel fet de no ser cisheterosexuals. Un 90% considera important amagar aquesta informació personal a l'hora de buscar feina per a no veure's perjudicat.
Als Estats Units, s'ha estimat que el nombre d'homes gais que van ser abusats o molestats sexualment quan eren nens és d'un 20%. Escrivint sobre la seva pròpia experiència com a noi femení, l'escriptor marroquí obertament gai, Abdellah Taïa, va escriure en un article d'opinió del New York Times: "Sabia què passava amb nois com jo a la nostra societat empobrida, eren víctimes designades per ser utilitzades, amb la benedicció de tothom, com a objectes sexuals fàcils per homes frustrats".
Al llarg de la seva vida adulta, els homes gais i bisexuals també corren un risc agut de patir un trauma físic i sexual. Aproximadament el 26 per cent dels homes gais i el 37% dels homes bisexuals experimenten violència física, violació o assetjament per part d'una parella íntima, i el 40% dels homes gai i el 47% dels homes bisexuals han experimentat violència sexual diferent de la violació penetrant. Aquesta combinació de patiment de la victimització sexual, tant infantil com adulta, té efectes significatius sobre la salut de les comunitats d'homes gais. Els homes gais i bisexuals abusats quan van ser nens tenen taxes més altes d'infeccions de transmissió sexual, més probabilitats d'impulsivitat sexual i un major risc d'exposició al VIH. Els homes gais que pateixen abús sexual també mostren una autoestima més baixa, un sentit distorsionat d'autoestima i dificultats per formar relacions emocionals saludables. No obstant això, els homes gais tenen poques ajudes d'assistència en salut mental després d'haver patit un trauma, sovint a causa de l'estigma social com ara "els homes no poden ser obligats a tenir relacions sexuals" i "els homes es tornen gais o bisexuals perquè van ser abusats sexualment".

### Salut sexual
A tot el món, els homes que mantenen sexe amb altres homes s'enfronten a reptes importants pel que fa a la seva salut sexual general. Segons un informe de l'ONUSIDA del 2018, tenen un risc molt més elevat de contraure el VIH que altres grups demogràfics. Les taxes d'infecció varien segons la regió, però segons el mateix informe de l'ONU, els casos de VIH representen el 57% dels casos Amèrica del Nord, Europa central i Europa Occidental, el 41% dels casos a Amèrica Llatina, el 25% a l'Àsia, les illes del Pacífic i el Carib, el 20% a Europa de l'Est, l'Àsia central, Nord d'Àfrica i Orient Mitjà i el 12% a l'Àfrica Occidental i central.
En països amb poblacions racials diverses, com els Estats Units, França i el Regne Unit, les noves infeccions pel VIH entre homes gais i bisexuals es disparen entre la classe treballadora i les comunitats racialitzades. Als Estats Units hi ha crisis del VIH en tota regla entre els homes gais llatins a les regions frontereres. Tanmateix, als Estats Units, com en altres llocs al voltant del món, aquests problemes han empitjorat de manera severa i desproporcionada per la pandèmia de COVID-19.
A més del VIH, els joves gais, bisexuals tenen un risc significativament elevat d'altres problemes relacionats amb la salut sexual: com els comportaments sexuals compulsius que estan fortament associats amb la depressió i tenen un major risc d'infeccions de transmissió sexual a través del sexe no segur. A més, com que la depressió està fortament relacionada amb una història d'abusos sexuals, l'elevada taxa de traumes sexuals de la infància fa que moltes persones siguin vulnerables a comportaments i pràctiques poc saludables. Com a combinació d'aquests factors complexos, molts homes gais i bisexuals tenen taxes més altes d'MTS, com ara infeccions per clamídia i gonorrea, i als Estats Units representen el 83% de tots els casos de sífilis primària i secundària.

### Salut mental
Hi ha problemes importants que afecten la salut mental dels homes gai. Als Estats Units, el 29,3% dels homes gais i bisexuals declaren haver patit angoixa crònica i estan exposats constantment a factors estressants a causa de la seva identitat. El rebuig familiar i social, l'homofòbia, l'alienació i l'aïllament poden contribuir a problemes de salut mental com l'ansietat, la depressió i la falta d'autoacceptació. S'ha trobat que aquests problemes s'agreugen en homes gais que han patit abús sexual. Fins i tot als països amb protecció social i legal, com el Regne Unit, França i els Estats Units, l'estigma social té efectes negatius en la seva salut mental. Els homes gais i bisexuals també tenen un risc més gran de morir per suïcidi o de patir-ne intents. Finalment, l'estatus seropositiu continua tenint un impacte important en la salut mental de molts homes gais, que temen revelar la seva condició als ocupadors, amics i famílies, sobretot si encara no han sortit a la llum.